# Brian McFadden (zanger)

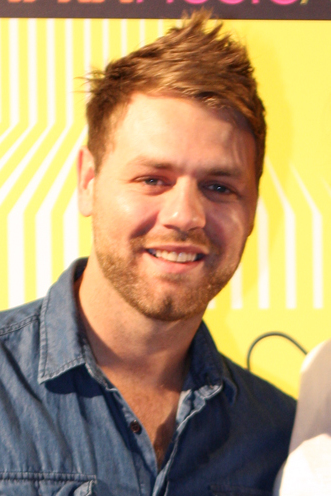
Brian McFadden in 2012

Brian Nicholas McFadden (Dublin, 12 april 1980) is een Ierse zanger, vooral bekend geworden als lid van Westlife.

## Biografie
McFadden begon zijn muziekloopbaan in een tienerbandje genaamd Cartel, maar hij werd beroemd als lid van de groep Westlife met wie hij in Engeland zeven opeenvolgende nummer 1-hits scoorde. Dit was genoeg om in het Guinness Book of Records te komen.
Op 9 maart 2004 kondigde McFadden aan Westlife te verlaten. Naar eigen zeggen omdat hij te weinig tijd kon doorbrengen met zijn gezin. Al snel na zijn vertrek uit Westlife kwam hij met een solosingle, "Real to me", waarmee hij meteen weer een nummer 1-hit scoorde in Engeland. Enkele maanden later verscheen zijn eerste solo-cd "Irish son".
McFaddens eerste solosingle, "Real to me", was een nummer één-hit in Engeland. Poging twee om door te breken als internationale soloartiest mislukte daarentegen. Zijn tweede single "Everybody's someone", welke hij opnam met countryzangeres LeAnn Rimes, sloeg minder aan. Begin 2008 bracht McFadden weer een album uit: "Set in Stone".
In 2013 bracht McFadden een cover-album "The Irish Connection" uit. Hij werkte met diverse Ierse zangers, en coverde naar zijn mening "de mooiste Ierse songs ooit".

## Boyzlife
In 2016 startten Keith Duffy (voormalig lid Boyzone) en McFadden samen de formatie "Boyzlife". Met Boyzlife zingen de twee een paar top hits uit de twee wereldbands. Ook vertellen zij verhalen, grappen en nog meer herinneringen uit die tijd.

## Tv-carrière
McFadden heeft aan diverse programma's meegewerkt:
| Programma                           |  | Wat            |
| ----------------------------------- |  | -------------- |
| Australia's Got Talent (2010–2012)  |  | Jury           |
| Football Superstar (2008)           |  | Presentator    |
| Summer Breakfast Show (2008)        |  | Co-presentator |
| Australian Idol (2009               |  | Gast jury      |
| Stepping Out (2013)                 |  | kandidaat      |
| Stand By Your Man (2014)            |  | Co-presentator |
| Who's Doing the Dishes? (2014–heden |  | Presentator    |
| Get Your Act Together (2015)        |  | kandidaat      |
| The Jump (2016)                     |  | kandidaat      |

## Privéleven
McFadden was van 2002 tot en met 2004 getrouwd met zangeres Kerry Katona (van de Britse meidenband Atomic Kitten), met wie hij twee dochters heeft. In december 2006 werd de scheiding officieel. Nadien heeft hij jarenlang een relatie gehad (en is hij verloofd geweest) met zangeres Delta Goodrem. Hij nam in 2005 met haar een single op, Almost Here. In 2011 gingen ze uit elkaar. Sinds 12 januari 2012 is hij verloofd met de Ierse dj en realityster Vogue Williams en op 2 september 2012 zijn ze getrouwd in Florence. In 2015 zijn zij gescheiden. McFadden deelt momenteel zijn leven met lerares Danielle Parkinson.

## Discografie

### Albums
| Album met eventuele hitnotering(en) in de Nederlandse Album Top 100 | Datum van verschijnen | Datum van binnenkomst | Hoogste positie | Aantal weken | Opmerkingen |
| ------------------------------------------------------------------- | --------------------- | --------------------- | --------------- | ------------ | ----------- |
| Irish Son                                                           | 29-11-2004            | 04-12-2004            | 60              | 7            |             |

### Singles
| Single met eventuele hitnotering(en) in de Nederlandse Top 40 | Datum van verschijnen | Datum van binnenkomst | Hoogste positie | Aantal weken | Opmerkingen       |
| ------------------------------------------------------------- | --------------------- | --------------------- | --------------- | ------------ | ----------------- |
| Real to Me                                                    | 06-09-2004            | 13-11-2004            | 16              | 9            |                   |
| Almost Here                                                   | 2005                  | 19-02-2005            | tip8            | -            | met Delta Goodrem |

| Single met hitnotering(en) in de Vlaamse Ultratop 50 | Datum van verschijnen | Datum van binnenkomst | Hoogste positie | Aantal weken | Opmerkingen |
| ---------------------------------------------------- | --------------------- | --------------------- | --------------- | ------------ | ----------- |
| Real to Me                                           | 06-09-2004            | 20-11-2004            | tip5            | -            |             |
| Almost Here                                          | 2005                  | 26-02-2005            | tip13           | -            |             |